# Niitakacris
Niitakacris is een geslacht van rechtvleugeligen uit de familie veldsprinkhanen (Acrididae). De wetenschappelijke naam van dit geslacht is voor het eerst geldig gepubliceerd in 1936 door Tinkham.

## Soorten
Het geslacht Niitakacris omvat de volgende soorten:
- Niitakacris goganzanensis Tinkham, 1936
- Niitakacris rosaceanum Shiraki, 1910